# Clara Matéo
Clara Matéo, född den 28 november 1997 i Nantes, är en fransk fotbollsspelare.

## Karriär
Clara Matéo inledde sin seniorkarriär i Vendée La Roche-sur-Yon 2014. Hon kontrakterades av Paris FC år 2016. Hon har även representerat det franska damlandslaget där hon debuterade år 2020.